# Don Scardino
Pour les articles homonymes, voir Scardino.
Don Scardino, né le 17 février 1949 à New York, est un acteur et réalisateur américain.
Il a réalisé essentiellement des épisodes de New York, police judiciaire.

## Filmographie

### Réalisateur
- Another World (série télévisée : épisodes inconnus)
- 1990 : American Playhouse (série télévisée : épisode Women & Wallace)
- 1990 : 27 Wagons Full of Cotton (V)
- 1988 - 1991 : The Days and Nights of Molly Dodd (série télévisée : 18 episodes)
- 1992 : Likely Suspects (série télévisée : 1 épisode)
- 1993 : Me and Veronica
- 1995 : Central Park West (série télévisée : épisodes inconnus)
- 1995 : Homicide (Homicide: Life on the Street) (série télévisée : 1 épisode)
- 1996 : Tracey Takes On... (série télévisée : épisodes inconnus)
- 1996 : Public Morals (série télévisée : épisodes inconnus)
- 1996 : Pearl (en) (série télévisée : 1 épisode)
- 1997 : Un pasteur d'enfer (Soul Man) (série télévisée : épisodes inconnus)
- 1998 : The Deal
- 1999 : Advice from a Caterpillar
- 2000 : Sports Night (série télévisée : 2 épisodes)
- 1998 - 2000 : Cosby (série télévisée : 13 épisodes)
- 2000 : À la Maison-Blanche (The West Wing) (série télévisée : 1 épisode)
- 2000 : Enquêtes à la une (Deadline) (série télévisée : épisodes inconnus)
- 2000 : DAG (série télévisée : épisodes inconnus)
- 2001 : Chestnut Hill (téléfilm)
- 2001 : The Education of Max Bickford (en) (série télévisée : épisodes inconnus)
- 2001 - 2002 : Tribunal central (100 Centre Street) (série télévisée : 4 épisodes)
- 2002 - 2003 : New York, section criminelle (Law & Order: Criminal Intent) (série télévisée : 3 épisodes)
- 2002 - 2003 : Ed (série télévisée : 5 épisodes)
- 2004 : Une famille du tonnerre (George Lopez) (série télévisée : 1 épisode)
- 2004 - 2006 : La Star de la famille (Hope & Faith) (série télévisée : 14 épisodes)
- 1991 - 2006 : New York, police judiciaire (Law & Order) (série télévisée : 14 épisodes)
- 2006 : My Boys (série télévisée : 1 épisode)
- 2007 : The Singles Table (série télévisée : 1 épisode)
- 2007 : Les As du braquage (série télévisée : 4 épisodes)
- 2007 : Rescue Me : Les Héros du 11 septembre (Rescue Me) (série télévisée : 2 épisodes)
- 2006 - 2007 : 30 Rock (série télévisée : 10 épisodes)
- 2013 : L'Incroyable Burt Wonderstone

### Acteur
- 1965 - 1967 : Haine et Passion (The Guiding Light) (série télévisée) : Dr. John 'Johnny' Fletcher, Jr. #4 (épisodes inconnus)
- 1968 : NYPD (1 épisode)
- 1968 : CBS Playhouse : Sandy Hoffman (1 épisode)
- 1968 : The People Next Door : Sandy Hoffman
- 1968 : Love Is a Many Splendored Thing (série télévisée) : Andy Hurley #1
- 1969 : Madame et son fantôme (The Ghost and Mrs. Muir) : Dr. Ferguson (1 épisode)
- 1969 : The Flim-Flam Man (téléfilm) : Curley Treadway
- 1969 - 1970 : As the World Turns (série télévisée) : Marty Egan (épisodes inconnus)
- 1970 : Homer (sous le nom "Chelo Scardino") : Homer Edwards
- 1970 : Les Règles du jeu (The Name of the Game) : Chris Payden (1 épisode)
- 1971 : Rip-Off : Michael
- 1972 : The Whiteoaks of Jalna (série télévisée) : Ernest 11
- 1976 : La Nuit des vers géants (Squirm) : Mick
- 1977 : Secret Service (téléfilm) : Wilfred Varney
- 1977 : The Andros Targets (1 épisode)
- 1977 : The Rubber Gun Squad (téléfilm) : Mooney
- 1980 : La Chasse (Cruising) : Ted Bailey
- 1980 : He Knows You're Alone : Marvin
- 1981 : Purlie (téléfilm) : Charlie Cotchipee
- 1981 : Ryan's Hope : Frank Ryan (4 épisodes)
- 1984 : La Force du destin (All My Children) (série télévisée) : Greg Nelson (remplacement temporaire de Laurence Lau) (épisodes inconnus)
- 1985 - 1986 : Another World  (série télévisée) : Chris Chapin (épisodes inconnus)
- 1985 - 1986 : The Days and Nights of Molly Dodd (1 épisode)
- 1993 : Friends of Gilda (téléfilm) : lui-même

### Producteur
- 1987 : The Days and Nights of Molly Dodd (Série télévisée) (supervising producer) (épisodes inconnus)
- 2000 : Enquêtes à la une (Deadline) (Série télévisée) (coproducteur exécutif) (épisodes inconnus)
- 2007 : 30 Rock (producteur) (8 episodes)

### Auteur / Compositeur
- 1969 : The Flim-Flam Man
- 1970 : Homer (sous le nom de  "Chelo Scardino") + (écriture paroles Man of Music) (performer: Man of Music, Where Have All the Flowers Gone)
- 1981 : Purlie (performer: The Barrels of War / The Unborn Love, Big Fish, Little Fish, God's Alive, The World Is Comin' to a Start)